# Tetracarpidium
Tetracarpidium é um género botânico pertencente à família Euphorbiaceae.

## Sinonímia
| - Accia A.St.-Hil. - Angostylidium (Müll.Arg.) Pax & K.Hoffm. - Apopandra Pax & K.Hoffm. - Botryanthe Klotzsch - Ceratococcus Meisn. - Elaeophora Ducke - Eleutherostigma Pax & K.Hoffm. | - Fragariopsis A.St.-Hil. - Hedraiostylus Hassk. - Plukenetia L. - Pseudotragia Pax - Pterococcus Hassk. - Sajorium Endl. - Vigia Vell. |

## Espécies
- Tetracarpidium conophorum
- Tetracarpidium staudtii

## Nome e referências
- Tetracarpidium Pax.